# 深町賢一
深町 賢一（ふかまち けんいち、1968年10月29日 - ）fukachan（ふかちゃん）は、NetBSDとPerlが好きな日本のソフトウェア作家。メーリングリスト配布ソフトウェアfml、NetBSDベースフロッピーディスクルータ(一枚のフロッピーで動かすことができるルータ)fdgwの作者。埼玉県熊谷市生まれ。東京工業大学理工学研究科博士課程修了。理学博士。理論物理学(非線形科学)。

## 略歴
- 1996年3月 東京工業大学理工学研究科卒業
- 1996年4月-2009年3月 インターネットイニシアティブ札幌支店インターネット技術部
- 2009年-2015年3月 千歳科学技術大学総合光科学部グローバルシステムデザイン学科専任講師・博士（理学）
- 2015年4月-2016年3月 千歳科学技術大学理工学部グローバルシステムデザイン学科専任講師・博士（理学）
- 2016年4月- 千歳科学技術大学理工学部情報システム工学科専任講師・博士（理学）

## 主要作品
- fml メーリングリストソフトウェア
- fdgw NetBSDベースフロッピーディスクルータ
- fml8 fmlをいちから書き直した次世代のメーリングリストソフトウェア
- nfsw ネットワーク認証ソフトウェア
- nfgw アプリケーションレベルファイアウォールソフトウェア
- nfa3 シングルサインオン(SAML)ソフトウェア

## 主な著書
- 『fmlバイブル』オライリー・ジャパン、2001年1月。ISBN 4-87311-032-7